# Битката на железните канцлери
„Битката на железните канцлери“ (на руски: Битва железных канцлеров) е исторически роман от съветския писател Валентин Пикул, написан през 1977 г.

## Сюжет
Внимание:  Текстът по-долу разкрива сюжета на произведението (или части от него)!
В центъра на романа е дипломатическият дуел между последния канцлер на Руската империя Александър Горчаков и първият канцлер на Германската империя, Ото фон Бисмарк.
Позицията на Русия в Европа, след поражението в Кримската война и смъртта на император Николай I, е изключително слаба. Горчаков, ставайки министър на външните работи, а след това канцлер на Руската империя, полага големи дипломатически усилия за възстановяване на руското влияние в Европа. Основната цел на Горчаков е денонсирането на Парижкия мирен договор, според който на Русия е забранено да има флот в Черно море. Използвайки умело военната и политическа ситуация в Европа, Горчаков „връща“ Черно море на Русия.
Неволен съюзник на Горчаков става Ото фон Бисмарк, който в същото време фактически създава Прусия. Бисмарк изцяло подчинява на своята воля крал Вилхелм I, и основната цел на неговата политика е обединението на всички германски земи около Прусия в единна държава. В резултат на трите войни (с Датското кралство, Австро-Унгарската империя и Франция) съюзът е завършен, и Бисмарк става канцлер на Германската империя. И сега Горчаков, т.е. Русия, става основната пречка за „железния канцлер“ по пътя на създаването на германска хегемония в Европа...